# 旺德利訥河

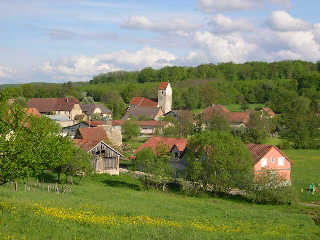

旺德利訥河（在瑞士拼作，在法国拼作）是西歐的河流，流經法國和瑞士，屬於克瓦特河的右支流，河道全長13公里，發源自旺德兰库尔，河口處在弗洛里蒙。